# Prionops poliolophus
El prionopo crestigrís (Prionops poliolophus) es una especie de ave en la familia Prionopidae, anteriormente incluido en la familia Malaconotidae.

## Distribución y hábitat
Se lo encuentra en Kenia y Tanzania.
Sus hábitats naturales son la sabana seca y las zonas arbustivas secas subtropicales o tropicales.
Se encuentra amenazado por pérdida de hábitat.